# Obraz (matematyka)

f jest funkcją o dziedzinie X i przeciwdziedzinie Y. Żółty owal w Y jest obrazem funkcji f.

Obraz – zbiór wszystkich wartości (należących do przeciwdziedziny) przyjmowanych przez funkcję dla każdego elementu danego podzbioru jej dziedziny.
Obraz funkcji to obraz jej całej dziedziny; dla funkcji {\displaystyle f:X\to Y} oznacza się go {\displaystyle f[X],f(X),\operatorname {im} (f)} (ang. image – obraz) lub {\displaystyle W_{f}}:
{\displaystyle \{y\in Y:\exists x\in X\ y=f(x)\}.}
Zbiór ten jest też znany jako zbiór wartości lub przeciwdziedzina, przy czym dwie dalsze nazwy bywają stosowane wymiennie. Inne źródła definiują te dwa terminy inaczej niż obraz funkcji.
Obraz można zdefiniować nie tylko dla funkcji, ale ogólnie dla wszystkich relacji dwuargumentowych.

## Definicja
Słowo „obraz” może oznaczać jedno z trzech poniższych, powiązanych ze sobą, pojęć. Dalej {\displaystyle f\colon X\to Y} oznacza funkcję (w szczególności, np. w algebrze liniowej, operator) ze zbioru {\displaystyle X} w zbiór {\displaystyle Y.}

### Obraz elementu
Jeżeli {\displaystyle x} jest elementem {\displaystyle X,} to {\displaystyle f(x)=y,} czyli wartość funkcji {\displaystyle f} na elemencie {\displaystyle x,} nazywa się obrazem {\displaystyle x} poprzez {\displaystyle f.}

### Obraz zbioru
Obrazem zbioru {\displaystyle A\subseteq X} w funkcji {\displaystyle f} nazywa się podzbiór {\displaystyle f[A]\subseteq Y} wszystkich obrazów elementów tego zbioru, tzn. zbiór
{\displaystyle \left\{y\in Y\colon f(x)=y{\text{ dla pewnego }}x\in A\right\}=\left\{f(x)\in Y\colon x\in A\right\}.}
Jeżeli nie istnieje ryzyko pomyłki, to zamiast {\displaystyle f[A]} pisze się {\displaystyle f(A).} Zapis ten pozwala na interpretację obrazu poprzez {\displaystyle f} jako funkcji, której dziedziną jest zbiór potęgowy (wszystkie podzbiory) zbioru {\displaystyle X,} a przeciwdziedziną zbiór potęgowy zbioru {\displaystyle Y.}

## Notacja
Tradycyjne sposoby zapisu przedstawione w wyżej mogą prowadzić do nieścisłości. Alternatywą może być wyodrębnienie oddzielnych nazw dla obrazu i przeciwobrazu jako funkcji między zbiorami potęgowymi:
Notacja strzałkowa
{\displaystyle f^{\to }\colon {\mathcal {P}}(X)\to {\mathcal {P}}(Y),} gdzie {\displaystyle f^{\to }(A)=\{f(a)\colon a\in A\},}
Notacja gwiazdkowa
{\displaystyle f_{\star }\colon {\mathcal {P}}(X)\to {\mathcal {P}}(Y)} zamiast {\displaystyle f^{\to },}
Inne
Alternatywną notacją {\displaystyle f[A]} wykorzystywaną m.in. w logice matematycznej i teorii mnogości jest {\displaystyle f''A}.

## Przykłady

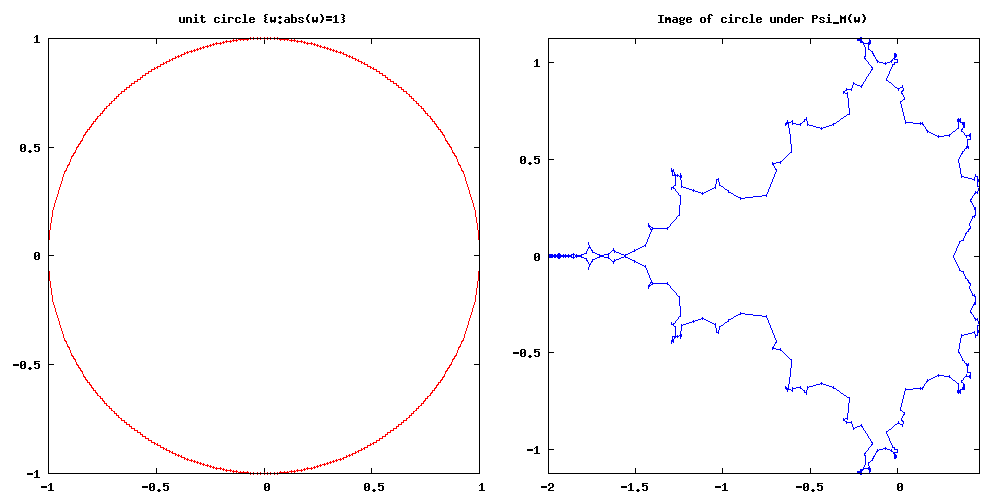
Brzeg zbioru Mandelbrota jako obraz okręgu jednostkowego względem odwzorowania

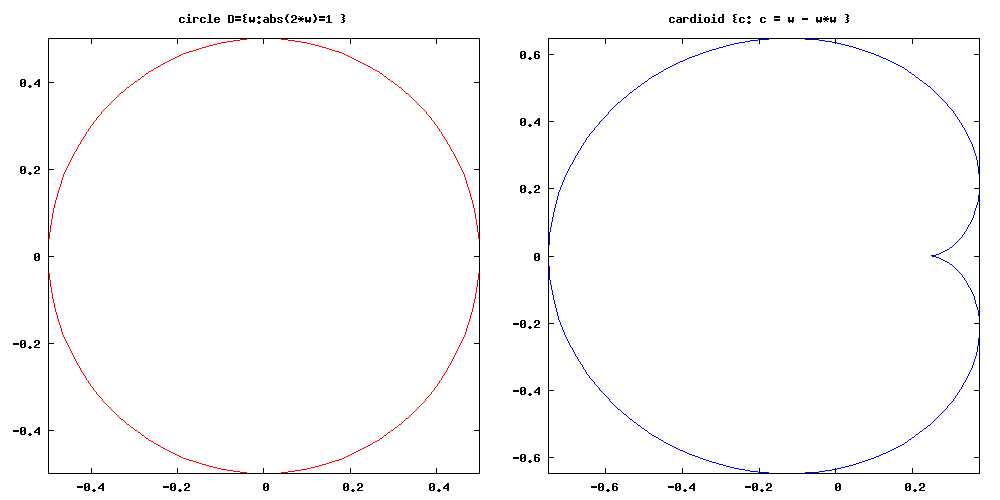
Kardioida jako obraz okręgu jednostkowego.

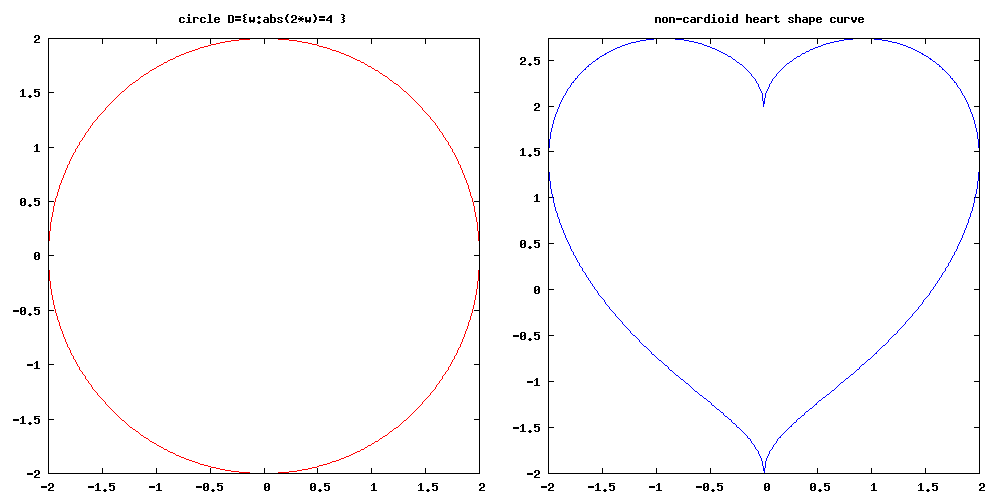
Krzywa sercowa jako obraz okręgu jednostkowego.

- {\displaystyle f\colon \{1,2,3\}\to \{a,b,c,d\}} określona wzorem {\displaystyle f(x)={\begin{cases}a&{\text{dla }}x=1,2\\c&{\text{dla }}x=3.\end{cases}}}
Obrazem zbioru {\displaystyle \{2,3\}} poprzez {\displaystyle f} jest {\displaystyle f[\{2,3\}]=\{a,c\}.} Obrazem funkcji jest {\displaystyle \{a,c\}.}

- {\displaystyle f\colon \mathbb {R} \to \mathbb {R} } dana wzorem {\displaystyle f(x)=x^{2}.}
Obrazem {\displaystyle \{-2,3\}} w {\displaystyle f} jest {\displaystyle f[\{-2,3\}]=\{4,9\},} a obrazem {\displaystyle f} jest {\displaystyle \mathbb {R} ^{+}.}

- Jeżeli {\displaystyle M} jest rozmaitością, a {\displaystyle \pi \colon \operatorname {T} M\to M} jest rzutem kanonicznym wiązki stycznej {\displaystyle \operatorname {T} M} na {\displaystyle M,} to przestrzenie styczne {\displaystyle \operatorname {T} _{x}(M)} dla {\displaystyle x\in M.} Jest to przykład wiązki włóknistej.

## Własności
Niech dana będzie funkcja {\displaystyle f\colon X\to Y.} Dla wszystkich podzbiorów {\displaystyle A,A_{1},A_{2}\subseteq X} oraz {\displaystyle B,B_{1},B_{2}\subseteq Y} zachodzą następujące własności:
- obraz jest podzbiorem przeciwdziedziny:
{\displaystyle f[A]\subseteq Y;}
- operacja obrazu jest monotoniczna, tzn.
{\displaystyle A_{1}\subseteq A_{2}\Rightarrow f\left[A_{1}\right]\subseteq f\left[A_{2}\right]} oraz
- prawdziwe są także poniższe związki z działaniami brania sumy i przekroju zbiorów:
{\displaystyle f[A\cup B]=f[A]\cup f[B],}
{\displaystyle f[A\cap B]\subseteq f[A]\cap f[B]} (jeśli funkcja jest różnowartościowa, to jest równość),
- z powyższych wynikają w szczególności te oto relacje z różnicą zbiorów:
{\displaystyle f\left[A\setminus B\right]\supseteq f[A]\setminus f[B],}

Wyżej przedstawione stosunki łączące obrazy i przeciwobrazy z algebrą (Boole’a) przekrojów i sum zachodzą nie tylko dla par zbiorów (a przez indukcję – skończonej ich liczby), ale także dla dowolnej rodziny podzbiorów (także nieprzeliczalnej). Niech {\displaystyle (A_{i})_{i\in I}} będzie rodziną indeksowaną podzbiorów {\displaystyle X,} a {\displaystyle (B_{j})_{j\in J}} będzie rodziną indeksowaną podzbiorów {\displaystyle Y.} Wówczas
- {\displaystyle f\left[\bigcup A_{i}\right]=\bigcup f\left[A_{i}\right],}
- {\displaystyle f\left[\bigcap A_{i}\right]\subseteq \bigcap f\left[A_{i}\right]}

W języku algebry podzbiorów powyższe obserwacje oznaczają, że funkcja brania obrazu jest homomorfizmem półkrat, lecz nie krat, ponieważ nie zawsze zachowuje przekroje.
Obraz w ogólności nie zachowuje mocy podzbiorów. {\displaystyle |f[A]|\leqslant |A|,} a równość zachodzi dla iniekcji (funkcji różnowartościowych).

## Związki z przeciwobrazem
Działania brania obrazu i przeciwobrazu związane są ze sobą następującymi relacjami:
- {\displaystyle f[f^{-1}[B]]\subseteq B} (równość dla funkcji „na”),
- {\displaystyle f^{-1}[f[A]]\supseteq A} (równość dla funkcji różnowartościowej),
- {\displaystyle f[A]\subseteq B\Leftrightarrow A\subseteq f^{-1}[B];}

## Literatura dodatkowa
- Michael Artin: Algebra. Prentice Hall, 1991. ISBN 81-203-0871-9. Brak numerów stron w książce